# 安積荒井
安積荒井（あさか あらい）は、福島県郡山市に所在する町丁である。郵便番号は963-0117。

## 地理
郡山市南部の行政区である安積町に属する。北で安積北井、北東で名倉、東で賀庄、安積町荒井（飛地）、安積荒井本町、南で安積町笹川(飛地）、成山町、安積町荒井、北西で巳六段とそれぞれ隣接する。荒井北井土地区画整理事業が実施された区域のうち内環状線以東、一般市道安積北井一丁目1号線および一般市道城清水川田二丁目線（旧長沼街道）以南にて換地処分により安積町荒井から分離新設された範囲である。一般市道安積北井一丁目1号線以南に西より一、二丁目が、以北に三丁目が設置されている。域内を東西に郡山南インター線が横断し、当路線をはじめとした幹線道路沿線にはロードサイド店舗が立ち並び、その裏手に住宅地が広がる。久留米三丁目に所在する郡山警察署久留米交番、および安積二丁目に所在する郡山消防署安積分署がそれぞれ管轄にあたる。

### 河川・湖沼
一級水系阿武隈川水系
- 笹原川

## 沿革
- 2018年6月30日 - 荒井北井土地区画整理事業の換地処分により安積町荒井より分離新設される。

## 世帯数と人口
2024年1月1日現在の世帯数と人口は以下の通りである。
| 町丁     | 世帯数  | 人口    |
| -------- | ------- | ------- |
| 安積荒井 | 743世帯 | 1,623人 |

## 小・中学校の学区
市立小・中学校に通う場合、学区は以下の通りとなる。
| 番地           | 小学校                 | 中学校             |
| -------------- | ---------------------- | ------------------ |
| 下記を除く全域 | 郡山市立安積第一小学校 | 郡山市立安積中学校 |
| 一丁目11番地   | 郡山市立柴宮小学校     | 郡山市立安積中学校 |

## 交通

### 道路
- 一級市道27号笹川多田野線（郡山南インター線）
- 一級市道29号荒井長者線
- 一級市道30号荒井八山田線（内環状線）
- 一般市道城清水川田二丁目線（旧長沼街道）

## 施設等
- 国土交通省東北地方整備局 郡山国道事務所
- ヨークベニマル 荒井店
- 鎌倉屋 荒井店
- セブンイレブン 郡山西原店
- やまや 荒井店
- 三万石 郡山南インター店
- 東京インテリア Coccolo郡山店
- ハードオフ 郡山安積店
- コクピット 荒井
- 上州屋 郡山安積店
- パリミキ 安積店
- ギフトプラザ 郡山安積店
- ニラク 郡山荒井店
- 東前田公園